# Findlay (Pennsylvania)
Findlay  è una township degli Stati Uniti d'America, nella contea di Allegheny nello Stato della Pennsylvania. Secondo il censimento del 2000 la popolazione è di 5.145 abitanti. Vi si ritrova l'Aeroporto Internazionale di Pittsburgh

## Società

### Evoluzione demografica
La composizione etnica vede una prevalenza della razza bianca (96,17%) seguita da quella afroamericana (1,63%).
| township di Findlay Popolazione |       |
| 2000                            | 5.145 |
| Stima al 01-07-07               | 5.058 |